# سوغوي أوريارتي
سوغوي أوريارتي ماركوس (بالإسبانية: Sugoi Uriarte Marcos، ولد في 14 مايو 1984، فيتوريا-غاستايز، ألافا، إسبانيا) لاعب جودو إسباني. يتخصص في وزن تحت 66 كيلوغرام.
حصل على الميدالية الذهبية في بطولة أوروبا للجودو عام 2010.

## إنجازاته

### بطولة العالم للجودو
- 2009 روتردام  هولندا:  ميدالية فضية في وزن تحت 66 كغم.

### بطولة أوروبا للجودو
- 2010 فيينا  النمسا:  ميدالية ذهبية في وزن تحت 66 كغم.

## روابط خارجية
- سوغوي أوريارتي على موقع الفيدرالية الدولية للجودو (الإنجليزية)
- سوغوي أوريارتي على موقع JudoInside.com (الإنجليزية)
- سوغوي أوريارتي على موقع AllJudo.net (الفرنسية)
- سوغوي أوريارتي على موقع اللجنة الأولمبية الدولية (الإنجليزية)
- سوغوي أوريارتي على موقع أوليمبيديا (الإنجليزية)
- سوغوي أوريارتي على موقع اللجنة الأولمبية الإسبانية (الإسبانية)